# Pippa Passes (Kentucky)
Pippa Passes es una ciudad ubicada en el condado de Knott en el estado estadounidense de Kentucky. En el Censo de 2010 tenía una población de 533 habitantes y una densidad poblacional de 461,42 personas por km².

## Geografía
Pippa Passes se encuentra ubicada en las coordenadas 37°20′3″N 82°52′24″O / 37.33417, -82.87333. Según la Oficina del Censo de los Estados Unidos, Pippa Passes tiene una superficie total de 1.16 km², de la cual 1.16 km² corresponden a tierra firme y (0%) 0 km² es agua.

## Demografía
Según el censo de 2010, había 533 personas residiendo en Pippa Passes. La densidad de población era de 461,42 hab./km². De los 533 habitantes, Pippa Passes estaba compuesto por el 97.19% blancos, el 1.31% eran afroamericanos, el 0% eran amerindios, el 0.56% eran asiáticos, el 0.56% eran isleños del Pacífico, el 0% eran de otras razas y el 0.38% pertenecían a dos o más razas. Del total de la población el 0.75% eran hispanos o latinos de cualquier raza.